# Bandi Kodige Halli, Bangalore North
Bandi Kodige Halli là một làng thuộc tehsil Bangalore North, huyện Bangalore Urban, bang Karnataka, Ấn Độ.